# The Bombers

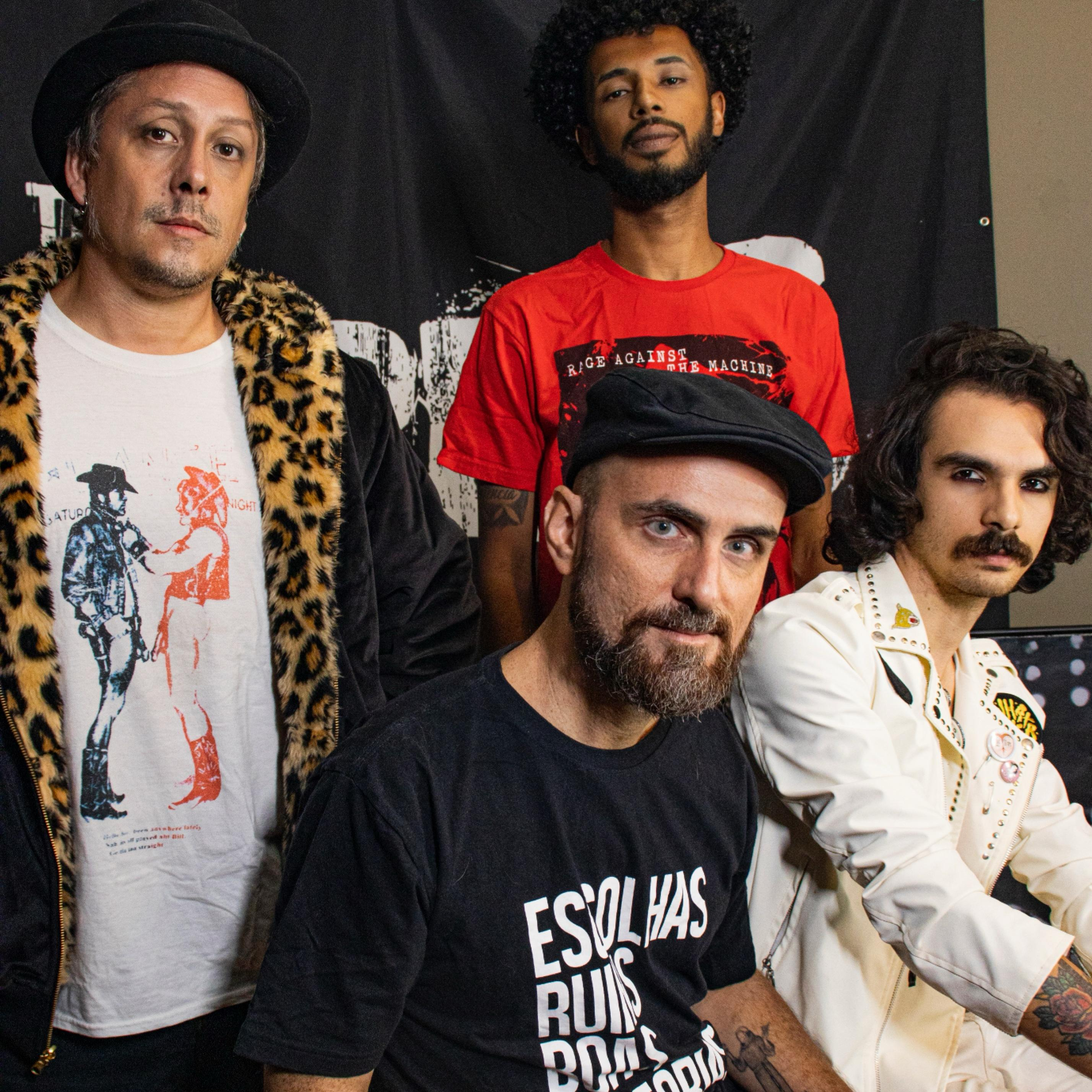

The Bombers é uma banda de punk rock formada em Santos em 1995, com influências de bandas como Operation Ivy, The Clash, Sex Pistols, The Ramones, Social Distortion e Sublime.
Em 2016 o jornal santista centenário A Tribuna organizou uma votação para listar as 100 maiores bandas de rock da história da cidade e a banda ficou em 7° lugar.
Em 2018 receberam o Prêmio Profissionais da Música na categoria Hardcore pelo disco "Embracing the Sun".

## História
Seu primeiro registro, o EP 7 Songs, foi lançado como demo em fita K7 em 1998 e, posteriormente, ganhou uma versão feita pela própria banda em CD.
Em 2001, essas músicas foram lançadas em CD na coletânea Hey Punk Rockers volume 3 da Barulho Records (extinto selo curitibano).
Após esse lançamento, a banda fez importantes shows Brasil afora, tocando no Paraná, Espirito Santo, São Paulo, Rio de Janeiro e Minas Gerais, dividindo o palco com grandes bandas brasileiras como CPM 22, Dead Fish, Garage Fuzz, Carbona e abrindo alguns shows internacionais como U.S. Bombs (EUA), Satanic Surfers (SE), Casualties (EUA) e MXPX (EUA).
Em 2007, a banda lançou o disco Democracia Chinesa pelo selo ZP Compact Discs e participou da turnê nacional Vans Zona Punk Tour 07, tocando em diversas cidades e estados do país, com as bandas Boom Boom Kid (ARG), Horace Pinker (EUA), Mukeka di Rato, Colligere e Carbona.
Em 2014, lançaram o disco All About Love pela Hearts Bleed Blue. Para divulgar esse trabalho, a banda fez uma tour de 30 Shows, que iniciou em Santos com o CJ Ramone e que passou por Brasilia, Goiás, Minas Gerais, São Paulo, Santa Catarina e Paraná.
O disco, All About Love, figurou em várias listas de melhores lançamentos de 2014. 
A atividade da banda se manteve intensa após o lançamento. 
No final de 2015, junto com a banda Sky Down, lançou um split em fita K7, A.A.T.N.L. (All About The Nowhere Love), que foi um dos títulos mais comentados de 2015.
Em 2016 lançaram uma versão para "Desordem" para a o Tributo ao Titãs O Pulso ainda Pulsa, lançado pelos sites Crush em Hi-Fi e Hits Perdidos. Segundo o jornalista Felipe Gurgel escreveu para o jornal Diario do Nordeste: "A banda conseguiu dar uma revigorada na versão original" e foi um dos destaques do tributo.   

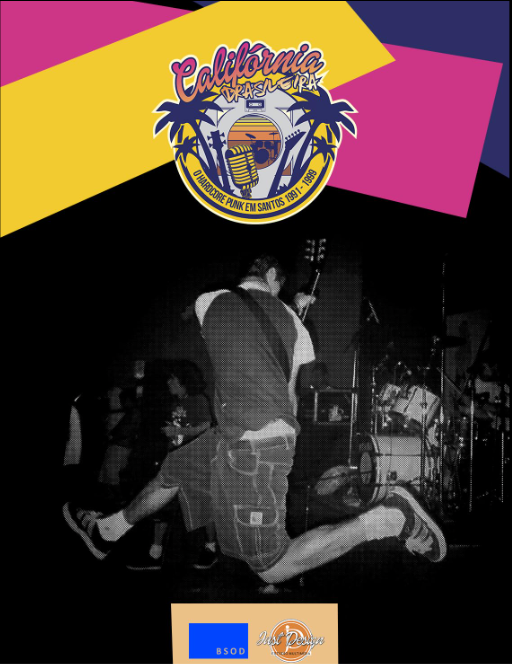

Em Abril de 2017, foi lançado o documentário California Brasileira - O Hardcore Punk em Santos 1991-1999, retratando parte da história da banda e de bandas como IHZ, Safari Hamburguers, White Frogs, Sociedade Armada, Garage Fuzz, Carnal Desire e todo o cenário santista da época. O filme foi dirigido por Wladimyr Cruz e Rodiney Assunção.    
No dia 07 de julho de 2017, foi lançado o quarto álbum de estúdio, Embracing the Sun, produzido e mixado por Gustavo do Vale e masterizado por Ricardo Carvalheira (que já trabalhou com Titãs, Ira, Camisa de Vênus, Paralamas do Sucesso, Inocentes, Gilberto Gil entre outros) foi lançado pela Hearts Bleed Blue.
Segundo o vocalista Matheus Krempel, Embracing the Sun se difere dos trabalhos anteriores, já que todos os integrantes participaram do processo de composição. “As composições não ficaram centradas em mim. Todo mundo contribuiu com ideias, letras e bases, o que fez com que o som soasse mais orgânico, mais coeso, no entanto sem perder a característica experimental, que sempre foi o que nos motivou a tocar desde o início. Estamos nos sentindo mais banda do que nunca e acredito que isso tenha sido nossa grande conquista”.
Em entrevista para o Scream & Yell, "Quatro cabeças pensando, mesclando, trazendo, levando e brigando junto. No final desse processo, veio o disco que queríamos fazer, com as músicas que queríamos ouvir alguém tocando".
Depois de All About Love, um disco inteiro cantado em inglês, três faixas em português aparecem em Embracing the Sun, sendo uma delas uma releitura de Mestre Jonas, clássico do rock nacional baseado no conto bíblico Jonas e a Baleia e composto pelo trio Sá, Rodrix e Guarabyra em 1973.

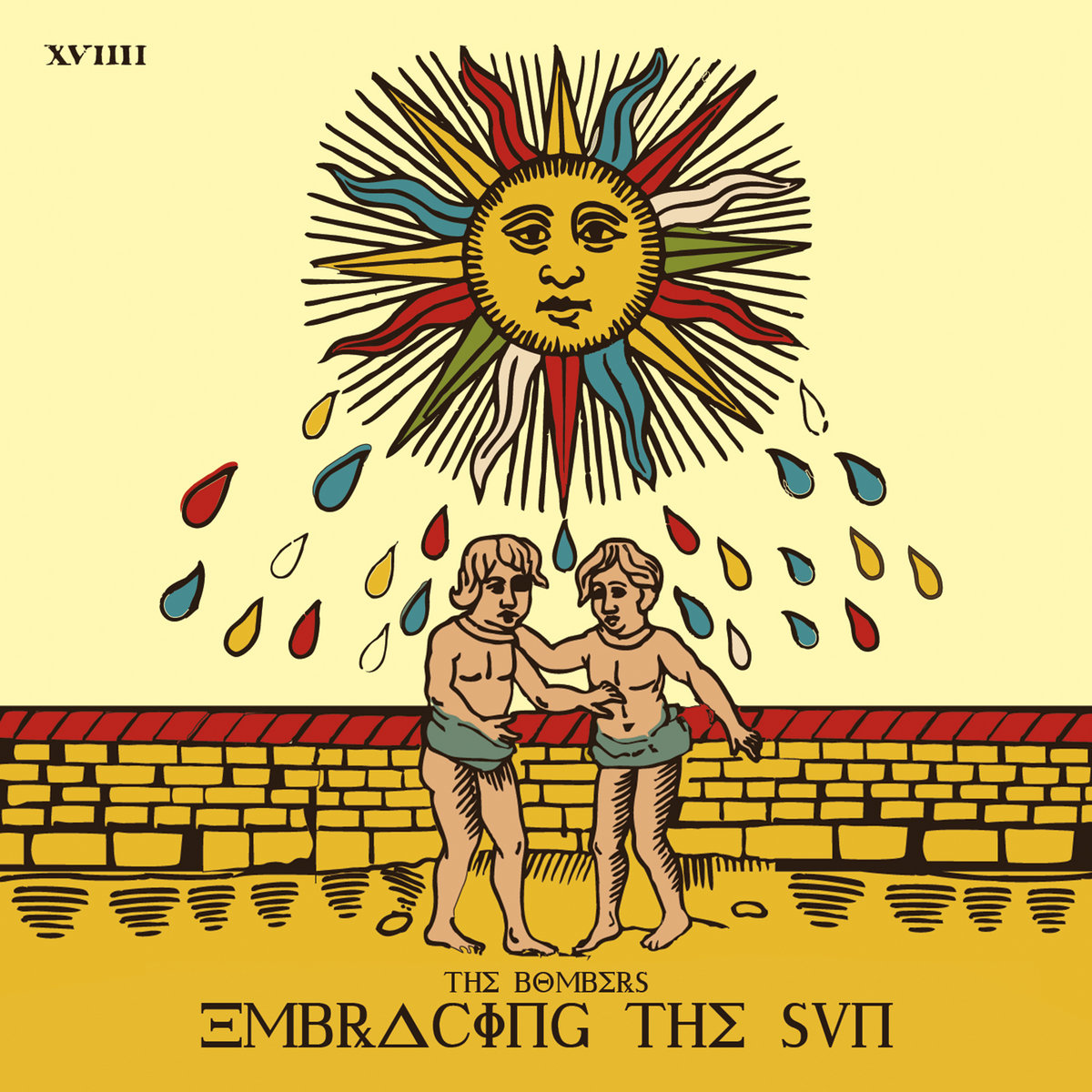

O disco recebeu boas criticas, incluindo uma de Tárik de Souza: "Além dos habituais petardos roqueiros fumegantes, em "Exodus", uma inesperada intervenção de zabumba e sanfona, remete ao xaxado nordestino. Na turbulenta "Que Pasa?" guitarras costuram um rap alucinado. Também em português é o rockão "Última Estação" e a releitura afiada de "Mestre Jonas", clássico enfezado do rock rural de Sá, Rodrix & Guarabira, de 1973."
Mestre Jonas rendeu um elogiado clipe que teve direção do Christian Targa. O disco ainda conta com as participações especiais de Henrike Baliú (Blind Pigs), Jay Bone (Mafia Red), Jhow “O Grande” (Shark Attack), Zé Pitoco e Olivio Souza Filho.
Em Abril de 2018 a banda recebeu em Brasília/DF o PPM Prêmio Profissionais da Música na categoria Hardcore, pelo disco Embracing the Sun e se apresentaram no Goiania Noise Festival. 
Aproveitando o momento lançaram o EP Embracing the Moon, um disco com músicas mais cadenciadas e que priorizam o formato acústico. 
Destaque para a faixa "Blood and Tears" que gerou um Lyric video elogiadíssimo, eleito pelo site Hits Perdidos, como um dos 9 melhores Lyric Videos de 2018. 
Em 2019 lançaram o EP Achados & Perdidos via Hearts Bleed Blue (HBB Records), com 5 faixas em português originalmente lançadas em 2007 e que foram remasterizadas.
Em 2020, a banda se trancou em estúdio para produzir o seu novo disco, inteiramente em português, quando na metade do processo, foi surpreendida pela pandemia causada pelo Covid19.
A banda decidiu dar uma pausa no processo de gravação do álbum e iniciou um novo projeto, com novas músicas e inteiramente produzido à distância. Desse processo, surgiu Bumerangue, um EP com 6 faixas inéditas incluindo o single “Ardendo em Chamas”, “Livre!” que é uma composição do artista santista Bruno Thadeu, “O que passou, passou”, as versões de “Clarity of Mind” da banda australiana Spy vs. Spy e “Poison Heart” dos Ramones, em uma versão supreendentemente tocante e finalizando com a também autoral “To my Friends”, faixa essa onde todos instrumentos foram simulados com voz e beat box. Bumerangue marcou também a estréia do novo baixista da banda, Raul Signorini e a volta do baterista da formação original, Estefan Ferreira.
O disco foi lançado oficialmente, em todas as plataformas digitais, no dia 23 de Outubro de 2020 pelo selo Craic Dealer Records.

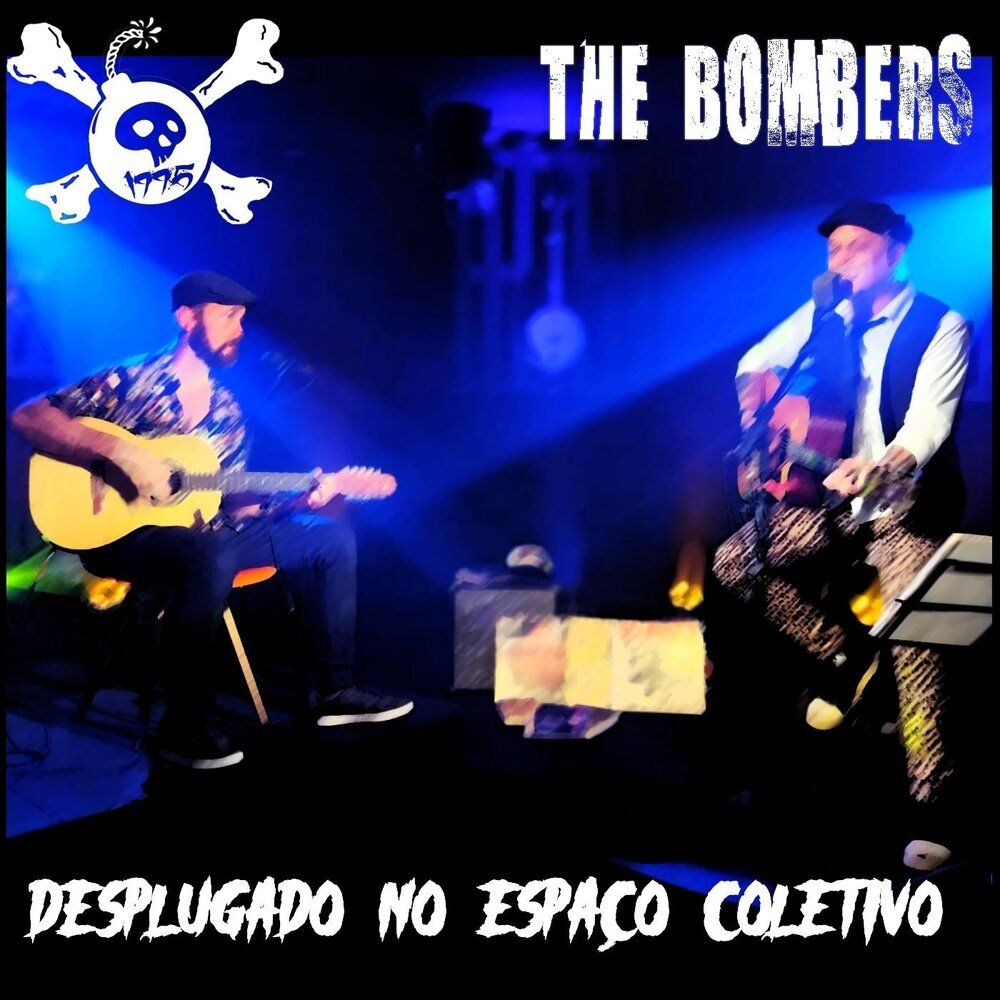

Em 2021, Krempel e Trivela gravaram um disco acústico, baseado em violão e viola caipira, onde fizeram releituras de diversas músicas da banda. A transmissão do show exigia a aquisição de tickets e depois de um ano foi disponibilizada na íntegra no Youtube. Esse show gerou o disco Desplugado no Espaço Coletivo.
Ainda em 2021, o vocalista Matheus Krempel lançou um livro, sobre os primeiros anos da banda, "Não Vencer Não é Perder" que esta disponibilizado no site da Prefeitura Municipal de Santos. 

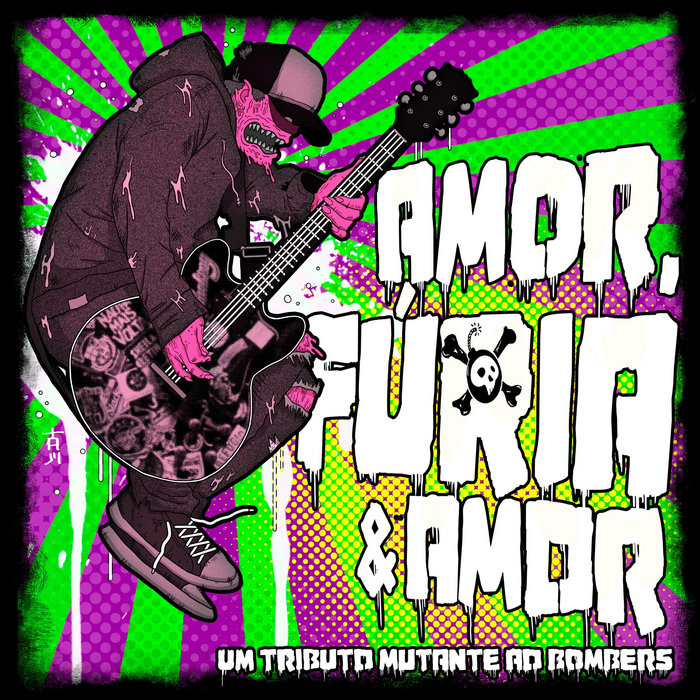
Capa do Tributo ao The Bombers. "Amor, Fúria & Amor".

No início do ano de 2023, o baterista Estefan Ferreira saiu da banda, dando lugar a Junior Drummer. Em Junho do mesmo ano, a banda foi homenageada com um disco Tributo idealizado pela Mutante Radio, "Amor, Fúria & Amor" com 19 artistas interpretando suas músicas. "O fato de Amor Fúria & Amor ter bandas em diferentes estágios da carreira também é bastante agregador e mostra como o The Bombers sempre estendeu a mão a quem precisava de uma força, basta conversar com outras bandas para ver a gratidão por ter indicado um show ou ter tido a primeira chance de tocar para a cena. De pouco em pouco, sempre construíram a trajetória olho no olho. Viva o The Bombers! Viva a todas as bandas que continuam a correr atrás dos seus sonhos independente dos obstáculos" escreveu Rafael Chioccarello no site Hits Perdidos. 
Em Outubro de 2023, foi lançado o "Alma em Desmanche", disco que conta com 13 músicas, todas em português. "Alma em Desmanche é um tapa na cara de quem fica sentado na mesma fórmula a vida inteira e não consegue evoluir. Não tenha medo de dar errado. E se der errado, bote a culpa em mim, como canta o Bombers em A Culpa. Discão" escreveu o site Santa Portal.

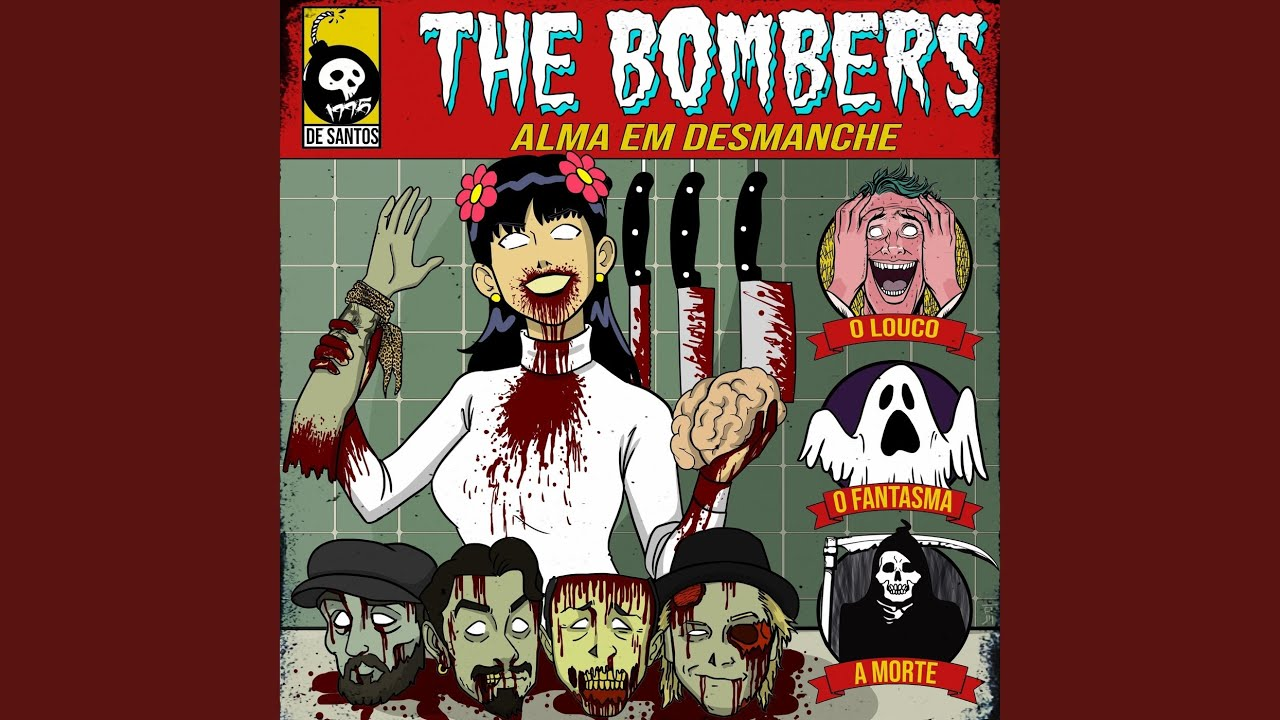
"Alma em Desmanche" foi lançado em 2023.

O disco gerou clipes para as faixas "O Fantasma", "O Abismo", "Ardendo em Chamas" e o "Não Vencer Não é Perder". A banda também fez o show de lançamento dentro do programa Kiss Club com a transmissão ao vivo pela radio Kiss FM e o Youtube para o Brasil inteiro.
Em 2024 o disco venceu na premiação do site Skatapla na categoria “Não é Ska mas é Bom”, na opinião de uma comitiva de críticos de música do mundo todo. 
A banda também marcou presença no disco "Tributo 30 Anos" ao Blind Pigs com a faixa "Amanhã não vai Mudar" que teve participação da banda de ska Marzela e do rapper Jay Bone e gerou um clipe produzido por Natalia Segalina.
No inicio de 2025, o baixista Raul Signorini sai da banda, promovendo retorno de Fernando Hago.

## Integrantes
- Matheus Krempel - Voz e Guitarra (1995-até hoje)
- Gustavo Trivela - Guitarra e Voz (2002-2008, 2012-até hoje)
- Fernando Hago - Baixo (2012-2015, 2025-até hoje)

- Junior Drummer - Bateria (2023-até hoje)

## Ex Integrantes
- Denys Martins - Baixo (1995-2002)
- Estefan Ferreira - Bateria (1997-2002, 2006-2008, 2019-2023)
- Raul Signorini - Baixo (2018-2024)
- Daniel Bock - Baixo (2015-2018)
- Fábio Façanha - Bateria (1995-1997)
- Jean Marcell - Guitarra (1996-1997)
- Rubens Lima - Bateria (1995)
- Luiz Euclides - Guitarra (1995)
- Wagner Tick - Guitarra e Voz (1997-2005, 2011-2012)
- Amauri China - Guitarra (2002-2008, 2011-2012)
- Bruno Graveto - Bateria (2002-2004)
- Riot Rodriguez - Baixo (2011-2012)
- Delton Porto - Bateria (2011-2014)
- Mick Six - Bateria (2014-2018)
- Eduardo Falcão - Bateria (2002)
- Douglas Ferreira - Bateria (2002)
- Junior Lobo Mau - Bateria (1997)

## Discografia
- "7 Songs (and two bonus track)" - 1998 - Independente
- "Hey Punk Rockers Vol. 3" - 2001 - Barulho Records
- "Democracia Chinesa" - 2007 - ZP Compact Discs
- "All About Love" - 2014 - HBB Records
- "A.A.T.N.L." (Split com a banda Sky Down) - 2015 - Independente
- "Embracing the Sun" - 2017 - HBB Records
- "Embracing the Moon" - 2018 - HBB Records
- "Achados & Perdidos" - 2019 - HBB Records
- "Bumerangue" - 2020 - Craic Dealer Records
- "Desplugado no Espaço Coletivo" - 2021 - Craic Dealer Records
- "Alma em Desmanche" - 2023 - Craic Dealer Records